# Kasia Kowalska
Kasia Kowalska, född 13 juni 1973 i Sulejówek, är en polsk sångerska. Hon har varit aktiv sedan tidigt 1990-tal, och minst fem av hennes album har sålt platina i hemlandet. 1996 representerade hon Polen i Eurovision Song Contest.

## Karriär
Kowalska har släppt nio studioalbum och ett livealbum sedan 1994. Hon har hållit på med andra musikaliska projekt sedan 1992. Debutalbumet var Gemini som blev hennes mest framgångsrika då det sålde två gånger platina, vilket inget av hennes senare album har gjort. Den mest framgångsrika singeln från albumet var "Jak rzecz".
Efter det släpptes Koncert inaczej den 20 november 1995 varifrån hitsingeln "A to co mam..." kom ifrån. Kowalska representerade Polen i Eurovision Song Contest 1996 med låten "Chce znac swój grzech" och hamnade på 15:e plats med 31 poäng.
Czekając na..., det tredje albumet, släpptes den 30 september 1996 och Pełna obaw, det fjärde albumet, släpptes den 6 juni 1998. Från det fjärde albumet kom även hitsingeln "Co może przynieść nowy dzień".
Hennes femte album med titeln 5 släpptes den 9 november 2000 och nådde tredje plats på den polska albumlistan. De mest framgångsrika singlarna från 5 var "Nobody..." och "Być tak blisko". År 2001 vann hon priset för bästa polska artist vid MTV Europe Music Awards. Den 10 oktober 2002 kom det sjätte albumet Antidotum som nådde sextonde plats på albumlistan. Detta var hennes fjärde album som certifierades platina.
Den 13 september 2004 kom det sjunde albumet Samotna w wielkim mieście. Albumet nådde första plats på Polens albumlista och låg etta i två av de tjugoen veckor som albumet låg kvar på listan.
Den 18 november 2008 kom Antepenultimate. Albumet nådde andra plats på albumlistan. Det blev även det femte av hennes åtta album som certifierades platina och därmed sålt fler än 30 000 exemplar. Den fjärde singeln från albumet, "Spowiedź", blev hennes första singel att nå första plats i Polen sedan år 2000.
Den 26 november 2010 släppte hon sitt första livealbum med titeln Ciechowski. Moja krew. Livealbumet låg tio veckor på albumlistan och nådde som högst en sjuttonde plats. Låten "Telefony" släpptes som den enda singeln från livealbumet.
2018 återkom Kasia Kowalska med albumet Aya, hennes första studioalbum på tio år. Albumlanseringen beledsagades av singlar/musikvideor till albumlåtarna "Alannah" (med låttexten skriven av Alannah Myles) och titellåten "Aya". Miljöerna i de båda videorna är alpina höjder respektive Mojaveöknen bland klippor och Yucca brevifolia.

## Diskografi

### Studioalbum
- 1994 – Gemini
- 1995 – Koncert inaczej
- 1996 – Czekając na...
- 1998 – Pełna obaw
- 2000 – 5
- 2002 – Antidotum
- 2004 – Samotna w wielkim mieście
- 2008 – Antepenultimate
- 2018 – Aya

### Livealbum
- 2010 - Ciechowski. Moja krew